# 18. ceremonia wręczenia Oscarów
18. ceremonia rozdania Oscarów odbyła się 7 marca 1946 roku w Grauman’s Chinese Theater w Los Angeles.

## Laureaci i nominowani
Dla wyróżnienia zwycięzców poszczególnych kategorii, napisano ich pogrubioną czcionką oraz umieszczono na przedzie (tj. poza kolejnością nominacji na oficjalnych listach).

### Najlepszy Film
- wytwórnia: Paramount Pictures − Stracony weekend
- wytwórnia: Metro-Goldwyn-Mayer − Podnieść kotwicę
- wytwórnia: Rainbow Productions − Dzwony Najświętszej Marii Panny
- wytwórnia: Warner Bros. − Mildred Pierce
- wytwórnia: Selznick International Pictures − Urzeczona

### Najlepszy Aktor
- Ray Milland − Stracony weekend
- Bing Crosby − Dzwony Najświętszej Marii Panny
- Gene Kelly − Podnieść kotwicę
- Gregory Peck − Klucze królestwa
- Cornel Wilde − Pamiętna pieśń

### Najlepsza Aktorka
- Joan Crawford − Mildred Pierce
- Ingrid Bergman − Dzwony Najświętszej Marii Panny
- Greer Garson − Dolina decyzji
- Jennifer Jones − Listy miłosne
- Gene Tierney − Zostaw ją niebiosom

### Najlepszy Aktor Drugoplanowy
- James Dunn − Drzewko na Brooklynie
- Michaił Czechow − Urzeczona
- John Dall − The Corn Is Green
- Robert Mitchum − Żołnierze
- J. Carrol Naish − A Medal for Benny

### Najlepsza Aktorka Drugoplanowa
- Anne Revere − Wielka nagroda
- Eve Arden − Mildred Pierce
- Ann Blyth − Mildred Pierce
- Angela Lansbury − Portret Doriana Graya
- Joan Lorring − The Corn Is Green

### Najlepszy Reżyser
- Billy Wilder − Stracony weekend
- Leo McCarey − Dzwony Najświętszej Marii Panny
- Clarence Brown − Wielka nagroda
- Jean Renoir − Południowiec
- Alfred Hitchcock − Urzeczona

### Najlepszy Scenariusz Oryginalny
- Richard Schweizer − Marie-Louise
- Philip Yordan − Dillinger
- Myles Connolly − Muzyka dla milionów
- Milton Holmes − Dżokejska miłość
- Harry Kurnitz − What Next, Corporal Hargrove?

### Najlepsze materiały do scenariusza
- Charles G. Booth − Dom przy 92 Ulicy
- Thomas Monroe i Laszlo Gorog − The Affairs of Susan
- John Steinbeck i Jack Wagner − A Medal for Benny
- Alvah Bessie − Operacja Birma
- Ernst Marischka − Pamiętna pieśń

### Najlepszy Scenariusz Adaptowany
- Charles Brackett i Billy Wilder − Stracony weekend
- Leopold Atlas, Guy Endore i Philip Stevenson − Żołnierze
- Ranald MacDougall − Mildred Pierce
- Albert Maltz − Duma marynarki
- Tess Slesinger i Frank Davis − Drzewko na Brooklynie

### Najlepsze Zdjęcia

#### Film Czarno-Biały
- Harry Stradling − Portret Doriana Graya
- Arthur C. Miller − Klucze królestwa
- John F. Seitz − Stracony weekend
- Ernest Haller − Mildred Pierce
- George Barnes − Urzeczona

#### Film Kolorowy
- Leon Shamroy − Zostaw ją niebiosom
- Robert H. Planck i Charles P. Boyle − Podnieść kotwicę
- Leonard Smith − Wielka nagroda
- Tony Gaudio i Allen M. Davey − Pamiętna pieśń
- George Barnes − The Spanish Main

### Najlepsza Scenografia i Dekoracja Wnętrz

#### Film Czarno-Biały
- Wiard Ihnen i A. Roland Fields − Krew na słońcu
- Albert S. D’Agostino, Jack Okey, Darrell Silvera i Claude Carpenter − Experiment Perilous
- James Basevi, William S. Darling, Thomas Little i Frank E. Hughes − Klucze królestwa
- Hans Dreier, Roland Anderson, Sam Comer i Ray Moyer − Listy miłosne
- Cedric Gibbons, Hans Peters, Edwin B. Willis, Hugh Hunt i John Bonar − Portret Doriana Graya

#### Film Kolorowy
- Hans Dreier, Ernst Fegte i Sam Comer − Zatoka Francuza
- Lyle Wheeler, Maurice Ransford i Thomas Little − Zostaw ją niebiosom
- Cedric Gibbons, Urie McCleary, Edwin B. Willis i Mildred Griffiths − Wielka nagroda
- Ted Smith i Jack McConaghy − San Antonio
- Stephen Goosson, Rudolph Sternad i Frank Tuttle − A Thousand and One Nights

### Najlepszy Dźwięk
- RKO Radio Studio Sound Department, reżyser dźwięku: Stephen Dunn − Dzwony Najświętszej Marii Panny
- Republic Studio Sound Department, reżyser dźwięku: Daniel J. Bloomberg − Płomień Barbary Coast
- Universal Studio Sound Department, reżyser dźwięku: Bernard B. Brown − Lady on a Train
- 20th Century-Fox Studio Sound Department, reżyser dźwięku: Thomas T. Moulton − Zostaw ją niebiosom
- Warner Bros. Studio Sound Department, reżyser dźwięku: Nathan Levinson − Rhapsody in Blue
- Columbia Studio Sound Department, reżyser dźwięku: John Livadary − Pamiętna pieśń
- General Service Sound Department, reżyser dźwięku: Jack Whitney − Południowiec
- Metro-Goldwyn-Mayer Studio Sound Department, reżyser dźwięku: Douglas Shearer − Ci, których przewidziano na straty
- Walt Disney Studio Sound Department, reżyser dźwięku: C.O. Slyfield − Trzej Caballeros
- RCA Sound, reżyser dźwięku: W.V. Wolfe − Three Is a Family
- Paramount Studio Sound Department, reżyser dźwięku: Loren L. Ryder − The Unseen
- Samuel Goldwyn Studio Sound Department, reżyser dźwięku: Gordon Sawyer − Wonder Man

### Najlepsza Piosenka
- „It Might As Well Be Spring” − State Fair − muzyka: Richard Rodgers, słowa: Oscar Hammerstein II
- „Accentuate the Positive” − Here Come the Waves − muzyka: Harold Arlen, słowa: Johnny Mercer
- „Anywhere” − Dziś w nocy i każdej nocy − muzyka: Jule Styne, słowa: Sammy Cahn
- „Aren’t You Glad You’re You?” − Dzwony Najświętszej Marii Panny − muzyka: James Van Heusen, słowa: Johnny Burke
- „The Cat and the Canary” − Why Girls Leave Home − muzyka: Jay Livingston, słowa: Ray Evans
- „Endlessly” − Earl Carroll Vanities − muzyka: Walter Kent, słowa: Kim Gannon
- „I Fall in Love Too Easily” − Podnieść kotwicę − muzyka: Jule Styne, słowa: Sammy Cahn
- „I'll Buy That Dream” − Sing Your Way Home − muzyka: Allie Wrubel, słowa: Herb Magidson
- „Linda” − Żołnierze − muzyka i słowa: Ann Ronell
- „Love Letters” − Listy miłosne − muzyka: Victor Young, słowa: Eddie Heyman
- „More and More” − Can’t Help Singing − muzyka: Jerome Kern, słowa: E.Y. Harburg
- „Sleighride in July” − Belle of the Yukon − muzyka: James Van Heusen, słowa: Johnny Burke
- „So in Love” − Wonder Man − muzyka: David Rose, słowa: Leo Robin
- „Some Sunday Morning” − San Antonio − muzyka: Ray Heindorf i M.K. Jerome, słowa: Ted Koehler

### Najlepsza Muzyka

#### Dramat
- Miklós Rózsa − Urzeczona
- Robert Emmett Dolan − Dzwony Najświętszej Marii Panny
- Lou Forbes − Miliony Brewstera
- Werner Janssen − Captain Kidd
- Roy Webb − The Enchanted Cottage
- Morton Scott i Dale Butts − Płomień Barbary Coast
- Edward J. Kay − G.I. Honeymoon
- Louis Applebaum i Ann Ronell − Żołnierze
- Werner Janssen − Guest in the House
- Daniele Amfitheatrof − Guest Wife
- Alfred Newman − Klucze królestwa
- Miklos Rozsa − Stracony weekend
- Victor Young − Listy miłosne
- Karl Hajos − The Man Who Walked Alone
- Franz Waxman − Operacja Birma
- Alexander Tansman − Paris Underground
- Miklos Rozsa i Morris Stoloff − Pamiętna pieśń
- Werner Janssen − Południowiec
- H.J. Salter − This Love of Ours
- Herbert Stothart − Dolina decyzji
- Arthur Lange i Hugo Friedhofer − Kobieta w oknie

#### Musical
- Georgie Stoll − Podnieść kotwicę
- Arthur Lange − Belle of the Yukon
- Jerome Kern i H.J. Salter − Can’t Help Singing
- Morton Scott − Hitchhike to Happiness
- Robert Emmett Dolan − Incendiary Blonde
- Ray Heindorf i Max Steiner − Rhapsody in Blue
- Alfred Newman i Charles Henderson − State Fair
- Edward J. Kay − Sunbonnet Sue
- Charles Wolcott, Edward Plumb i Paul J. Smith − Trzej Caballeros
- Marlin Skiles i Morris Stoloff − Dziś w nocy i każdej nocy
- Walter Greene − Why Girls Leave Home
- Ray Heindorf i Lou Forbes − Wonder Man

### Najlepszy Montaż
- Robert J. Kern − Wielka nagroda
- Harry Marker − Dzwony Najświętszej Marii Panny
- Doane Harrison − Stracony weekend
- George Amy − Operacja Birma
- Charles Nelson − Pamiętna pieśń

### Najlepsze Efekty Specjalne
- wizualne: John Fulton, dźwiękowe: Arthur W. Johns − Wonder Man
- wizualne: Fred Sersen i Sol Halprin, dźwiękowe: Roger Heman, Harry Leonard − Kapitan Eddie
- wizualne: Jack Cosgrove − Urzeczona
- wizualne: A. Arnold Gillespie, Donald Jahraus i Robert A. MacDonald, dźwiękowe: Michael Steinore − Ci, których przewidziano na straty
- wizualne: Lawrence W. Butler, dźwiękowe: Ray Bomba − A Thousand and One Nights

### Najlepszy Krótkometrażowy Film Animowany
- Frederick Quimby − Proszę o ciszę (z serii Tom i Jerry)
- Walt Disney − Przestępstwo Donalda (z serii o Kaczorze Donaldzie)
- George Pal − Jasper and the Beanstalk (z serii Puppetoons)
- Eddie Selzer − Life with Feathers (z serii Zwariowane melodie)
- Paul Terry − Mighty Mouse in Gypsy Life (z serii o Mighty Mouse)
- Walter Lantz − The Poet and Peasant (z serii Musical Miniatures)
- Screen Gems − Rippling Romance (z serii A Color Rhapsody)

### Najlepszy Krótkometrażowy Film na Jednej Rolce
- Herbert Moulton i Jerry Bresler − Stairway to Light
- Edmund Reek − Along the Rainbow Trail
- Ralph Staub − Screen Snapshots' 25th Anniversary
- Gordon Hollingshead − Story of a Dog
- Grantland Rice − White Rhapsody
- Joseph O’Brien i Thomas Mead − Your National Gallery

### Najlepszy Krótkometrażowy Film na Dwóch Rolkach
- Gordon Hollingshead − Star in the Night
- Chester Franklin i Jerry Bresler − Broń w jego ręce
- Jules White − The Jury Goes Round ’N’ Round
- George Templeton − The Little Witch

### Najlepszy Film Dokumentalny

#### Krótkometrażowy
- Gordon Hollingshead − Hitler Lives?
- United States Office of War Information Overseas Motion Picture Bureau − Biblioteka Kongresu Stanów Zjednoczonych
- United States Marine Corps − To the Shores of Iwo Jima

#### Pełnometrażowy
- The Governments of Great Britain i United States of America − The True Glory
- United States Army Air Forces − The Last Bomb

### Oscary honorowe i specjalne
- Daniel J. Bloomberg z Republic Studio − za stworzenie nowoczesnego studia nagrań
- Walter Wanger – za sześcioletnią służbę jako prezydent Akademii Filmowej
- The House I Live In – za film krótkometrażowy krzewiący tolerancje
- Peggy Ann Garner – za dziecięcą rolę filmową

### Nagrody Naukowe i Techniczne

#### Klasa III
- Loren L. Ryder, Charles R. Daily oraz Paramount Studio Sound Department − za projekt, konstrukcję oraz użycie pierwszego obwodu testującego „krok-po-kroku” połączenia dźwiękowe.
- Michael S. Leshing, Benjamin C. Robinson, Arthur B. Chatelain i Robert C. Stevens z 20th Century Fox oraz John G. Capstaff z Eastman Kodak Company − za maszynę 20th Century Fox służącą do wywoływania filmów.